# 小林弘祐
小林 弘祐（こばやし ひろすけ、1954年（昭和29年） - ）は、日本の医学者（医学博士）、内科医。学校法人北里研究所　前理事長、北里大学名誉教授。一般社団法人内科系学会社会保険連合理事長。

## 人物
慶應義塾大学医学部呼吸循環器内科の呼吸器内科部門（現：呼吸器内科）の横山哲朗教授に呼吸病態生理学と呼吸器病学について師事した。ドイツ連邦共和国（旧西ドイツ）ルール大学生理学研究所に留学。Peter Scheid博士に師事した。帰国後、北里大学医学部呼吸器内科で研究活動を行い、ハーバード大学マサチューセッツ総合病院麻酔科Warren Zapol博士とNO吸入療法についての共同研究を行った。2014年（平成26年）に北里大学学長に就任。2015年にノーベル生理学・医学賞を受賞した大村智・北里大特別栄誉教授の会見では藤井清孝理事長（当時）と共に同席。2016年（平成28年）７月に学校法人北里研究所理事長に就任。2024年（令和6年）6月末日で任期満了退任。 一般社団法人内科系学会社会保険連合理事長。厚生労働省保健局保険医療専門審査員。文部科学省中央教育審議会（大学分科会）臨時委員（2025年3月迄）。六本木男声合唱団 ZIG-ZAG団員（テノール1）。

## 略歴
- 1954年 - 福岡県生まれ。
- 1972年 - 修道高等学校卒業[2]
- 1978年 - 慶應義塾大学医学部卒業
- 1982年 - 慶應義塾大学大学院医学研究科博士課程修了
- 1983年 - 慶應義塾大学医学部助手（内科学）
- 1985年 - ドイツ連邦共和国（旧：西ドイツ）ルール大学生理学研究所助手
- 1989年 - 慶應義塾大学医学部助手（内科学）
- 1990年 - 北里大学医学部専任講師（内科学）
- 1993年 - ハーバード大学訪問研究員
- 1996年
  - ハーバード大学マサチューセッツ総合病院訪問研究員
  - 国立環境研究所訪問研究員
- 2003年
  - 北里大学大学院医療系研究科教授
  - 北里大学医療衛生学部医療工学科臨床工学専攻教授
- 2012年 - 北里大学大学院医療系研究科長
- 2014年 - 北里大学学長（2016年８月迄）
- 2014年 - 厚生労働省保健局保険医療専門審査員
- 2016年 - 学校法人北里研究所理事長（2024年６月迄）
- 2019年 - 北里大学名誉教授
- 2019年 - 文部科学省高等教育局大学入試のあり方に関する検討会議　委員（2021年6月迄）
- 2020年 - 文部科学省高等教育局大学設置・学校法人審議会委員（学校法人分科会）（2024年3月迄）
- 2020年 - 日本私立大学協会　評議員　理事　副会長（2024年6月迄）
- 2020年 - 日本私立大学団体連合会　代議員（2024年6月迄）
- 2021年 -  一般社団法人 大学監査協会　理事（2025年3月迄）
- 2021年 - 文部科学省中央教育審議会（大学分科会）臨時委員（2025年3月迄）
- 2021年 -  一般財団法人 国際医学情報センター　評議員
- 2021年 - 文部科学省　科学技術・学術審議会（大学研究力強化委員会）臨時委員（2025年2月迄）

## その他役職
- 一般社団法人内科系学会保険連合 理事長
- 日本医工ものづくりコモンズ理事

## 受賞
- 2002年 - 黒川正治賞
- 2010年 - 厚生労働大臣功績賞

## 著書一覧
- KAKEN - 小林 弘祐(70153632)  科学研究費助成事業データベース